# Teodor Novac
Teodor Novac (n. 19 martie 1857, Izvin, Banatul Timișan, Imperiul Habsburgic – d. 15 februarie 1941, Izvin, România) a fost un deputat în Marea Adunare Națională de la Alba Iulia, organismul legislativ reprezentativ al „tuturor românilor din Transilvania, Banat și Țara Ungurească”, cel care a adoptat hotărârea privind Unirea Transilvaniei cu România, la 1 decembrie 1918.

## Biografie
A făcut școala primară în comuna natală, absolvind șapte clase primare. A fost unul dintre fruntașii comunei, fiind abonat la revistele și ziarele ce apăreau în românește.
A fost călăuzit de o cinste exemplară și de dreptate. A  fost primar al comunei Izvin.
I-a sprijinit pe candidații P.N.R. în campaniile electorale din perioada 1906-1910. A fost socotit ca fiind printre elementele periculoase pentru stat și trebuia să se prezinte la primărie de trei ori pe zi, fiind astfel pus sub pază.
A fost delegat al Cercului Recaș, la Marea Adunare Națională de la Alba – Iulia din 1 decembrie 1918 la care s-a decretat unirea Transilvaniei cu România.